# Науково-практичний центр нейрореабілітації «Нодус»
Науково-практичний центр нейрореабілітації «Нодус» — медичний заклад в м. Бровари Київської області, який спеціалізується на комплексній діагностиці та реабілітації пацієнтів з тяжкими ураженнями центральної та периферичної нервової системи.

## Статус
«Нодус» є центром реабілітації хворих із різним ступенем ураження нервової системи. Застосовується психоневрологічна та нейрологопедична корекція, а також механізовані процеси відновного лікування спеціалізованою технікою: тренажерами з біозворотнім зв'язком, комп'ютеризованими комплексами механотерапії, портативними системами кінезотерапії тощо.
Клініка має стаціонари з можливістю проведення оперативних втручань, високотехнологічне оснащення для діагностики, лікування та реабілітації пацієнтів, спеціалізований автотранспорт для перевезення тяжких нейрохворих по всій Україні та країнах ближнього зарубіжжя.

## Історія створення
Засновник та директор центру, заслужений лікар України, доктор медичних наук, нейрохірург вищої категорії Олександр Васильович Кулик
Ідея створення спеціалізованої амбулаторної служби, яка б займалася виключно реабілітацією нейрохірургічних хворих на постстаціонарному етапі лікування, виникла ще у 2001 році в стінах Житомирської обласної клінічної лікарні ім. О. Ф. Гербачевського. Головною метою було створення адресної медичної реабілітаційної допомоги, яка, комбінуючи доступні амбулаторні типи допомоги, забезпечила б повний сучасний цикл спеціалізованої допомоги нейрохірургічним хворим. Саме в той час була визначена особлива суть поняття «реабілітаційний маршрут пацієнта»[прояснити].
Вагомий вплив на формування власної методики лікування хворих мали вітчизняні нейрохірурги В. П. Гордійчук, Б. П. Ковбасюк, В. Г. Ушаков, І. М. Ващенко, вчителями яких були О. І. Арутюнов, А. П. Ромоданов, Ю. П. Зозуля, Г. О. Педаченко, Л. Є. Пелех, І. С. Глушкова, А. Л. Духін, Ц. М. Сорочинський, Т. С. Даниленко, М. І. Шамаєв, О. Є. Дунаєвський, П. В. Потопнін.
Робота і навчання в колективі Інституту нейрохірургії ім. А. П. Ромоданова АМНУ в період з 2002 по 2008 рр. визначили пріоритетні напрямки реабілітаційної концепції центру, яку почали практично реалізовувати[хто?] з жовтня 2011 року.
Центр переймав деякий досвід у фахівців аналогічних установ Японії, Німеччини, США.

## Концепція діяльності
Основною метою діяльності реабілітаційного центру є допомога у досягненні фізичної, психічної, соціальної, економічної повноцінності та незалежності, на яку хворий здатен в рамках свого захворювання з подальшою інтеграцією в суспільство.[неавторитетне джерело]:

## Діяльність під часвійни на сході України
Науково-практичний центр нейрореабілітації «Нодус» з серпня 2014 року реалізує власний Благодійний проект «NODUS» для поранених учасників АТО/ООС з порушеннями периферійної, центральної нервової системи та опорно-рухового апарату в результаті вогнепальних та мінно-вибухових поранень. В рамках проекту допомога надається військовослужбовцям, добровольцям та їхнім дітям

.
Після того як позитивні результати реабілітації в Nodus стали відомі, до центру почали відправляти на реабілітацію поранених з різних військових шпиталів .
В 2018 році команда «Нодусу» разом із пацієнтами, тяжкопораненими бійцями АТО/ООС, які на спеціалізованих велосипедах, адаптованих під їх фізичні поточні можливості, на рівні з іншими здоровими велосипедистами проїхали відведену дистанцію в рамках велопробігу м. Бровари .
2019 року вперше в історії України командою «Нодусу» виконано імплантацію програмованої помпи для інтратекального введення ліків у нейрохворого з резистентною спастикою та хронічним болем. Першим пацієнтом став Герой АТО/ООС, воїн-десантник, ветеран російсько-української війни, тяжкопоранений боєць Вадим Ушаков.
Одним з пацієнтів центру був Герой України,  кавалер ордена «Золота Зірка», учасник російсько-української війни, підполковник Олександр Петраківський.
У квітні 2021 року Міністерство оборони України підписало меморандум про співробітництво з центром «Нодус», яким передбачено реабілітацію військовослужбовців, що були поранені в операції Об'єднаних сил.
З квітня 2021 року фахівці центру беруть участь у викладанні курсу тактичної медицини з підготовки бойових медиків у 205-му навчальному центрі тактичної медицини внавчальному центрі «Десна».
24 грудня 2021 року на базі школи тактичної медицини навчального центру «Десна» імені Князя Ярослава Мудрого фахівці науково-практичного центру нейрореабілітації «NODUS» відкрили перший в Україні симуляційний компʼютерний клас для занять з тактичної медицини .
У рамках міжнародного заходу «Союзницька міць. Карпати кличуть та об’єднують» 28 червня 2021 року військовослужбовці  Збройних Сил України та Північноатлантичного альянсу, громадські організації, ветерани АТО/ООС, а також представники Ясіняньської об’єднаної територіальної громади взяли участь в експедиційному сходженні на одну з найвищих вершин українських Карпат – гору Петрос .

## Методики та розробки
У центрі широко застосовується нейроелектрофізіологія та нейрофункціональна діагностика. В оснащенні центру є унікальна екранована кабіна, яка створена для точного вивчення біоелектричних властивостей головного мозку за допомогою 24-х канального комп'ютеризованого електроенцефалографа[ангажоване джерело], асоційованого з системою оцінки зовнішнього дихання та професійним відеомоніторингом. Для стимуляції центральної нервової системи застосовується лікувальна ритмічна транскраніальна та трансвертебральна магнітна стимуляція.
2019 року в Unit.City було створено підрозділ для розробки екзоскелету за допомогою технологій комп'ютерного 3D моделювання. Розроблений у цьому підрозділі індивідуальний екзоскелет допомагає компенсувати незворотній руховий дефіцит, повертаючи можливість пацієнту рухатися в просторі.

Розроблений екзоскелет застосовано для реабілітації бійця АТО/ООС

## Відзнаки
2012 рік — відзнака Всеукраїнського товариства Червоного хреста за фінансову підтримку благодійних проектів.
22 серпня 2016 року — 22 членів команди «Нодус» було нагороджено подяками та грамотою Міністерства Оборони України
.